# 髙橋隆大
髙橋 隆大（たかはし りゅうた、2004年10月30日 - ）は、京都府出身のプロサッカー選手。ポジションはミッドフィールダー(MF)/フォワード(FW)。カンピオナート・ブラジレイロ・セリエC/カンピオナート・パウリスタ・グアラニFC所属。

## 経歴
ガンバ大阪ジュニアユース出身。静岡学園高校から2023年に中学年代を過ごしたガンバ大阪に加入。すぐにこの年からJリーグに加盟した奈良クラブに期限付き移籍で加入した。
公式戦初出場となった5月7日の天皇杯奈良県予選・決勝の飛鳥FC戦に先発出場し、プロ入り初得点となる決勝ゴールを決めてチームを勝利に導いた。7月1日、J3第16節の福島ユナイテッドFC戦で85分から途中出場し、Jリーグデビューを飾った。同年のリーグ戦出場は結局この1試合のみとなった。
2024年、育成型期限付き移籍でギラヴァンツ北九州へ加入。
2025年1月5日、ギラヴァンツ北九州への育成型期限付き移籍期間満了を発表。シーズンが開幕しても新天地が決まっていなかったが、3月4日にブラジルリーグ3部に所属するグアラニFCに完全移籍することがガンバ大阪とギラヴァンツ北九州のホームページより発表された。

## 所属クラブ
- 2017年 - 2019年 ガンバ大阪ジュニアユース
- 2020年 - 2022年 静岡学園高校
- 2023年 - 2025年3月  ガンバ大阪
  - 2023年  奈良クラブ（期限付き移籍）
  - 2024年  ギラヴァンツ北九州（育成型期限付き移籍）
- 2025年3月 -  グアラニFC

## 個人成績
| 国内大会個人成績 | 国内大会個人成績 | 国内大会個人成績 | 国内大会個人成績 | 国内大会個人成績             | 国内大会個人成績 | 国内大会個人成績 | 国内大会個人成績 | 国内大会個人成績 | 国内大会個人成績 | 国内大会個人成績 | 国内大会個人成績 |
| 年度             | クラブ           | 背番号           | リーグ           | リーグ戦                     | リーグ戦         | リーグ杯         | リーグ杯         | オープン杯       | オープン杯       | 期間通算         | 期間通算         |
| 年度             | クラブ           | 背番号           | リーグ           | 出場                         | 得点             | 出場             | 得点             | 出場             | 得点             | 出場             | 得点             |
| 日本             | 日本             | 日本             | 日本             | リーグ戦                     | リーグ戦         | リーグ杯         | リーグ杯         | 天皇杯           | 天皇杯           | 期間通算         | 期間通算         |
| ---------------- | ---------------- | ---------------- | ---------------- | ---------------------------- | ---------------- | ---------------- | ---------------- | ---------------- | ---------------- | ---------------- | ---------------- |
| 2023             | 奈良             | 30               | J3               | 1                            | 0                | -                | -                | 1                | 0                | 2                | 0                |
| 2024             | 北九州           | 30               | J3               | 14                           | 0                | 2                | 0                | 2                | 1                | 18               | 1                |
| ブラジル         | ブラジル         | ブラジル         | ブラジル         | リーグ戦                     | リーグ戦         | ブラジル杯       | ブラジル杯       | オープン杯       | オープン杯       | 期間通算         | 期間通算         |
| 2025             | グアラニ         |                  | セリエC          |                              |                  |                  |                  |                  |                  |                  |                  |
| 通算             | 日本             | 日本             | J3               | 15                           | 0                | 2                | 0                | 3                | 1                | 20               | 1                |
| 通算             | ブラジル         | ブラジル         | セリエC          | \|\|\|\|\|\|\|\|\|\|\|\|\|\| |                  |                  |                  |                  |                  |                  |                  |
| 総通算           | 総通算           | 総通算           | 総通算           | 15                           | 0                | 2                | 0                | 3                | 1                | 20               | 1                |

その他の公式戦
- 2023年
  - 奈良県サッカー選手権大会 1試合1得点
- 2024年
  - 福岡県サッカー選手権大会 1試合0得点

出場歴
- 公式戦初出場・初得点 - 2023年5月7日 奈良県サッカー選手権大会・決勝 vs飛鳥FC（奈良県立橿原公苑陸上競技場）
- Jリーグ初出場 - 2023年7月1日 J3第16節 vs福島ユナイテッドFC（とうほう・みんなのスタジアム）

## 代表歴
- 2020年：U-16日本代表
- 2021年：U-17日本代表候補
- 2022年：U-17日本高校選抜

## タイトル

### クラブ
静岡学園高校
- 高円宮杯 JFA U-18サッカープリンスリーグ東海：1回（2021年）

奈良クラブ
- 奈良県サッカー選手権大会：1回（2023年）

ギラヴァンツ北九州
- 福岡県サッカー選手権大会：1回（2024年）